# Động đất Bohol 2013
Động đất Bohol 2013 (tiếng Anh: 2013 Bohol eearthquake) là trận động đất xảy ra vào lúc 8:12:31 (PST), ngày 15 tháng 10 năm 2013. Trận động đất có cường độ 7,2 Mw, tâm chấn độ sâu khoảng 12 km. Hậu quả trận động đất đã làm 222 người chết, 976 người bị thương.

### Sách tham khảo
- Kobayashi, Tomokazu (2014), "Remarkable ground uplift and reverse fault ruptures for the 2013 Bohol earthquake (Mw 7.1), Philippines, revealed by SAR pixel offset analysis" (PDF), Geoscience Letters, 1 (7), Asia Oceania Geosciences Society: 7, Bibcode:2014GSL.....1....7K, doi:10.1186/2196-4092-1-7, S2CID 55441099